# Cromarcha
Cromarcha é um gênero de mariposa pertencente à família Crambidae.